# میرزا علی‌اکبرخان مزین‌الدوله
میرزا علی‌اکبر خان، ملقب به نقاش‌باشی و مزین‌الدوله (۱۷ فروردین ۱۲۲۶ –۲۲ آذر ۱۳۱۱) نقاش، موسیقیدان، مترجم و بنیانگذار تئاتر ایران بود.

## تولد و تحصیلات
وی فرزند ارشد میرزا مهدی وفا در خانواده سرشناس و ادیب پرور در نطنز دیده به جهان گشود. چنان چه نظام وفا آرانی برادرزاده وی و فرخ‌خان غفاری از بستگان وی می باشد. علی اکبرخان در ۱۲۳۷ خورشیدی جزو کاروان ۴۲ نفره محصلین اعزامی به اروپا به سرپرستی وزیرمختار وقت ایران در پاریس، امیرنظام گروسی برگزیده شد و در مرداد ۱۲۳۸ وارد پاریس گردید. وی سه سال تحصیلات مقدماتی خود را از همان سال در مدرسه دیپ و چند سالی هم در مدارس هنرهای زیبای پاریس و مدرسه دولتی متس گذرانده است. وی رویکرد نقاشی طبیعت گرایی را آموزش دیده و دنبال می نمود. مدتی پس از اتمام تحصیلات خود، نزد دومینیک انگر به تکمیل هنر نقاشی پرداخت. سرانجام در ۱۲۴۲ خورشیدی به ایران بازگشت.

## فعالیت‌ها
و به محض ورود به عضویت نقاشخانه دربار سلطنتی ناصرالدین شاه درآمد و چندی بعد به دنبال فوت معلم فرانسوی، به سمت معلم نقاشی مدرسه دارالفنون انتخاب گردید و بنابر حکم و نشانی از طرف ناصرالدین شاه در ۱۳ آبان ۱۲۰ به لقب نقاش باشی مفتخر گردید. در همین سالها وقتی مدرسه موزیک در زمان وزارت معارف مخبرالدوله تاسیس گردید، آلفرد لومر فرانسوی که از روسای موزیک گارد جمهوری فرانسه بود جهت تعلیم شاگردان و تشکیل دسته های موزیک دارالفنون به ایران اعزام گردید. علی اکبر خان که در کنار هنر نقاشی از دانش وسیعی در رشته های هنری و نیز تئوری موسیقی و موسیقی نظامی برخوردار بود به سمت مترجمی لومر که ریاست مدرسه موسیقی دارالفنون را عهده دار بود منصوب گردید. وی به فرمایش مخبرالدوله اولین کتاب تئوری موسیقی را تحت عنوان تعریف علم موسیقی ترجمه و در سال ۱۲۶۳ خورشیدی به چاپ رساند. علی اکبر خان چندین جلد کتاب آموزش زبان فرانسوی در خلال سالهای ۱۲۶۱ تا ۱۲۶۶ تنظیم و تدوین کرد که عموما به فرمایش مخبرالدوله وزیرعلوم وقت در چاپخانه دارالفنون به صورت چاپ سنگی منتشر شده است. علی اکبرخان تماشاخانه دارالفنون را به دستور ناصرالدین شاه در اسفند ۱۲۶۴ با تالاری کوچک و خصوصی در مجاورت کاخ شاهی واقع در ضلع شمالشرفی دارالفنون تاسیس کرد که گنجایشی حدود ۳۰۰ نفر را داشت تاسیس نمود. وی خود نخستین کسی است که اقدام به کارگردانی، تنظیم و ترجمه نمایش های فرانسوی در این نمایشخانه کرد. مزین‌الدوله در نمایشهای خود بیشتر از خارجی ها اعم از ارامنه، فرانسوی ها و اتریشی ها استفاده می کرد و نمایشنامه ها را به فارسی یا فرانسه به اجرا در می آورده است. طی ابلاغیه‌ مورخ اسفند ۱۲۶۸ خورشیدی ناصرالدین شاه، از جانب دولت مدیرکل تئاتر گردید. تماشاخانه دارالفنون در حدود سال ۱۲۷۰ خورشیدی به سبب موانع شدید مذهبی و سیاسی و فقر فرهنگی محیط بیرون تعطیل گردید. میرزا علی اکبر نقاش باشی پس از مرگ ناصرالدین شاه به ملازمت شعاع السلطنه درآمده و در اسفند ۱۲۷۶ در زمان مظفرالدین شاه ملقب به مزین الدوله شده است.
میرزا علی اکبر خان نطنزی از سوی ناصرالدین شاه به درجه سرتیپ اولی منصوب و لقب مزین‌الدوله یافت. پس از بازگشت در دارالفنون مشغول به تدریس نقاشی، زبان فرانسه، و موسیقی شد. از جمله شاگردان مزین الدوله می‌توان به کمال‌الملک غفاری و مصورالملک و نیرالملک اشاره کرد.

با تو جه به تسلط مزین‌الدوله به ادبیات فرانسه و عضویتش در آکادمی فرانسه، او به دستور ناصرالدین شاه اقدام به ترجمهٔ فرهنگ لغت «دیامان» به فارسی کرد. این فرهنگ در انتهای سلطنت احمد شاه آماده شد و به دلیل عدم امکان چاپ ان در ایران به دلیل مشکلات مالی به درخواست سفیر فرانسه در آن کشور در مدرسهٔ زبان‌های شرقی پاریس تحت عنوان مزین‌اللغة چاپ شد.
یکی از آثار نقاشی مزین‌الدوله نطنزی بنام کشیشان در موزه سعد آباد نگهداری می‌شود.
مزین الدوله در طول زندگی خود موفق به دریافت نشان‌های زیر گردید:
- نشان درجه یک لژیون دونور
- نشان بزرگ زیتون فرانسه از ناپلئون سوم
- صلیب آبی از ویلهلم یکم، امپراتور آلمان
- نشان سنت استانیلاس از تزار روسیه[۴]
- نشان ویکتوریا از پادشاه انگلستان
- نشان درجه یک علمی از فرانسوا ژوزف پادشاه اتریش.

## تألیفات و ترجمه
- هارمونی نوشتهٔ موسیو لومر فرانسوی -چاپ دارالفنون
- تئوری موسیقی نوشتهٔ موسیو لومر - چاپ دارالفنون[۵]

## نگارخانه

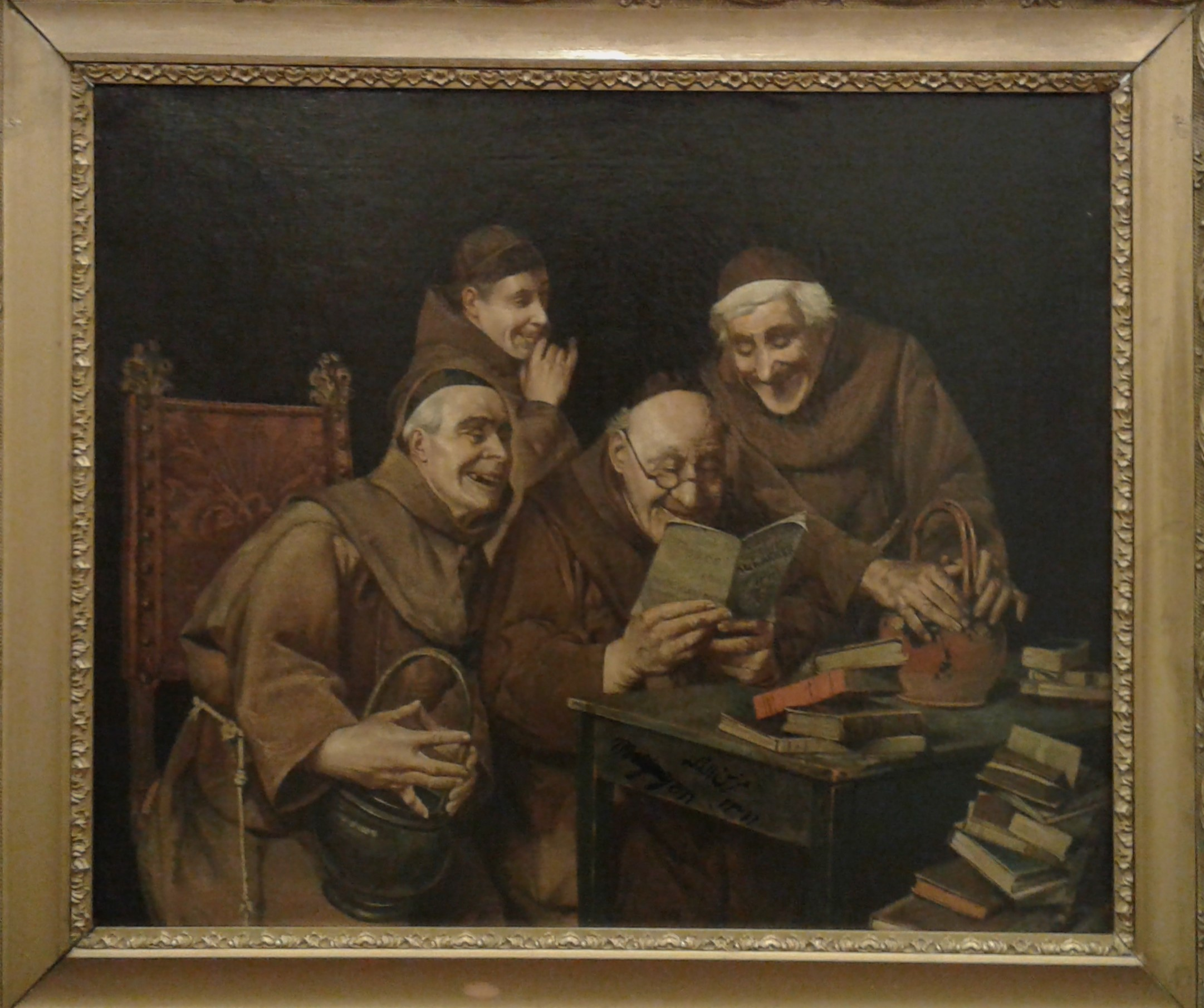
تابلوی کشیشان اثر مزین الدوله، کاخ‌موزه سعدآباد
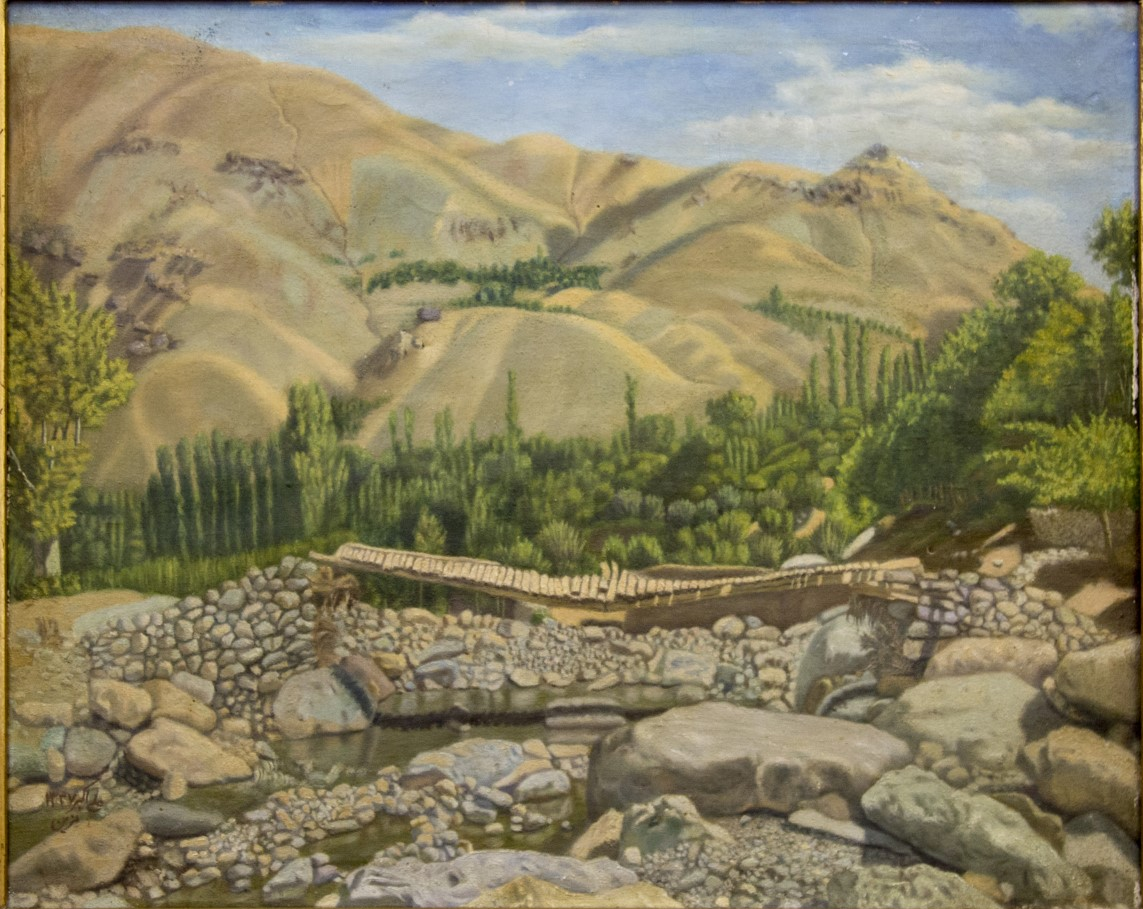
منظره
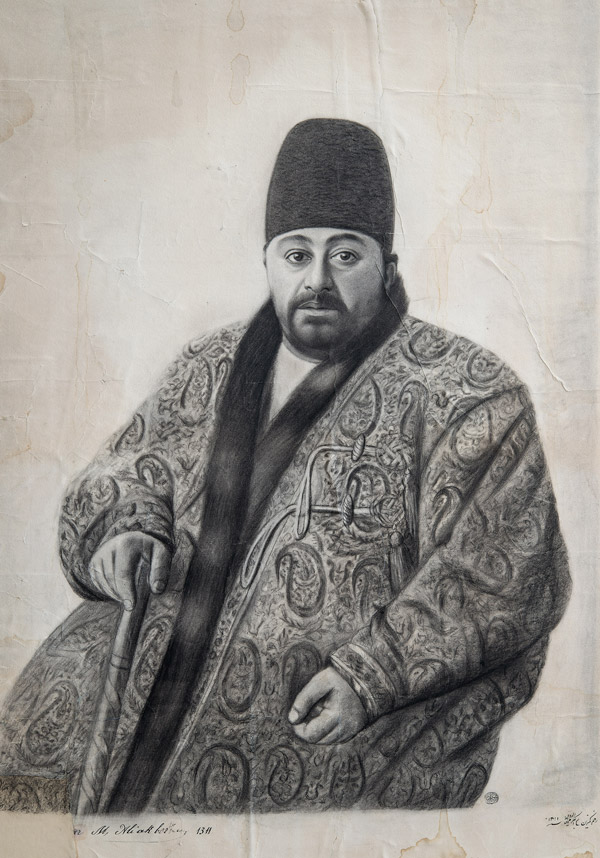
میرزا عبدالوهاب خواجه‌نوری
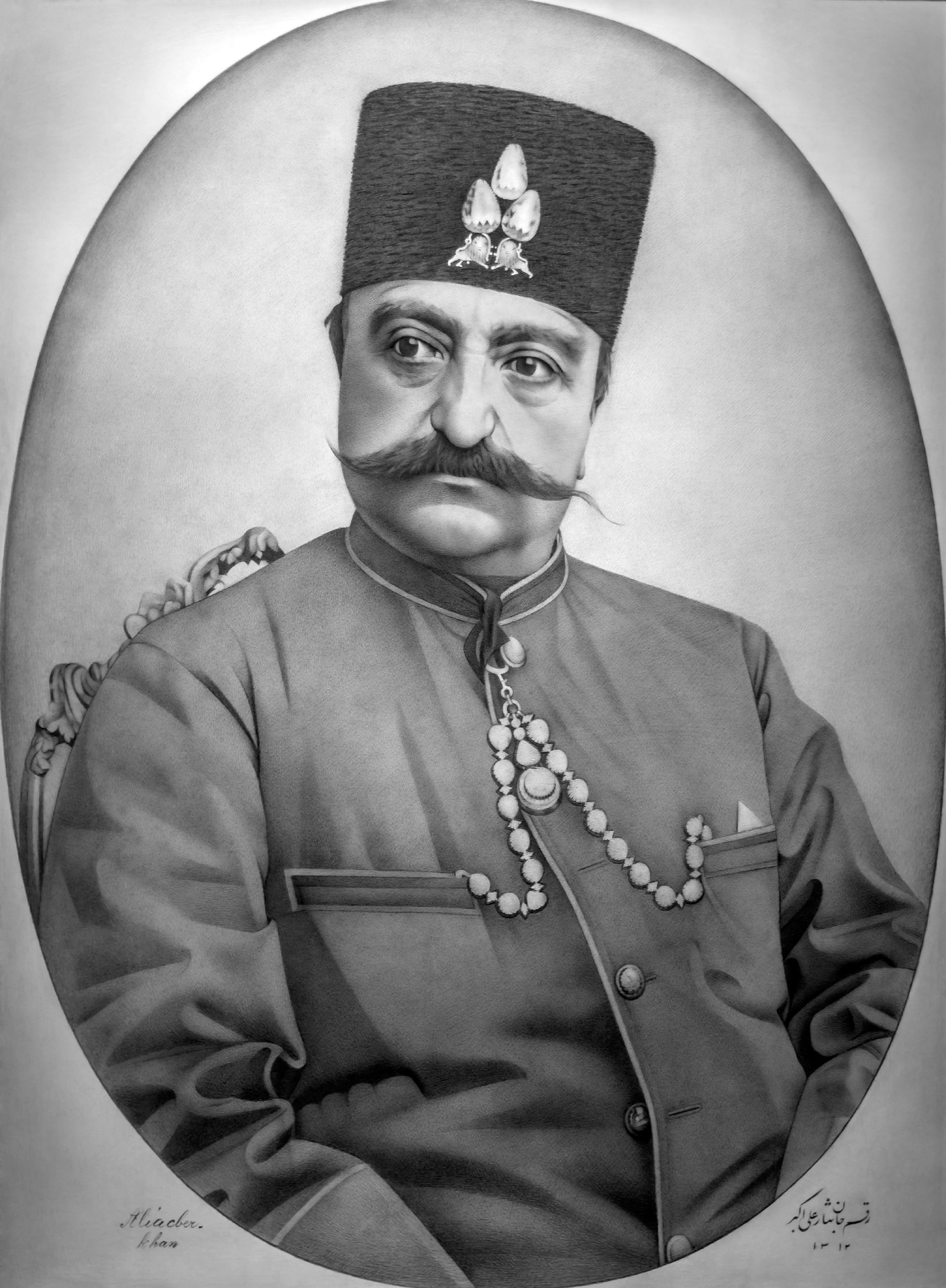
ناصرالدین شاه
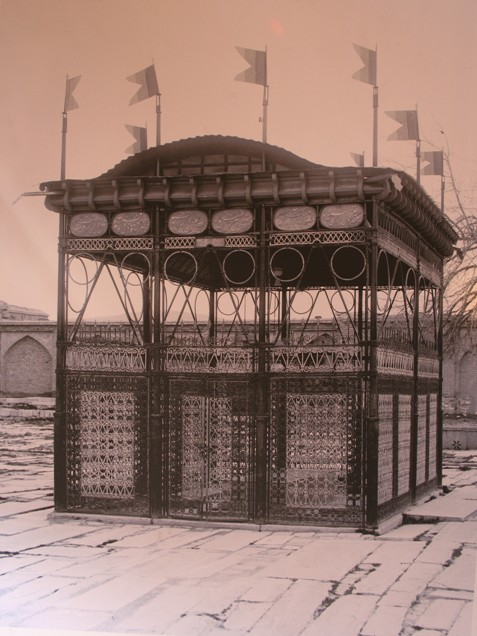
آرامگاه حافظ؛ طراح و سازنده: مزین الدوله نطنزی ۱۲۸۰ خورشیدی